# Синдром тазового застоя
Синдром тазового венозного полнокровия, также известный как недостаточность тазовых вен, является долгосрочным заболеванием, которое, как полагают, возникает из-за увеличения вен в нижней части живота.   Это состояние может вызывать хроническую боль, например, постоянную тупую боль, которая может усиливаться при стоянии или сексе.  Также могут возникнуть боли в ногах или пояснице. 
Хотя считается, что это состояние вызвано обратным током крови в вены таза из-за неисправных клапанов в венах, эта гипотеза не является достоверной.  Состояние может возникнуть или ухудшиться во время беременности.  Считается, что в этом механизме задействовано присутствие эстрогена .  Диагноз может быть подтвержден с помощью УЗИ, КТ, МРТ или лапароскопии . 
Ранние варианты лечения включают медроксипрогестерон или нестероидные противовоспалительные препараты (НПВП).  Также может быть проведена операция по блокированию варикозных вен.  Около 30% женщин репродуктивного возраста страдают этим заболеванием.  Считается, что это является причиной примерно трети случаев хронической тазовой боли.  Хотя тазовая венозная недостаточность была выявлена в 1850-х годах, ее связь с тазовой болью была установлена только в 1940-х годах. 

## Признаки и симптомы
Женщины с этим заболеванием испытывают постоянную боль, которая может быть тупой и ноющей, но иногда становится более острой. Боль усиливается к концу дня и после длительного стояния, а облегчение наступает, когда больные ложатся. Боль усиливается во время или после полового акта и может усиливаться непосредственно перед началом менструации . 
У женщин с синдромом тазового венозного полнокровия матка больше, а эндометрий толще. У 56% женщин наблюдаются кистозные изменения яичников  а многие сообщают о других симптомах, таких как дисменорея, боли в спине, выделения из влагалища, вздутие живота, перепады настроения или депрессия, а также усталость. 

## Причины
1. Локальная тазовая гормональная среда
2. Обструкция венозного оттока, например, синдром Мей-Тернера, синдром Щелкунчика, синдром Бадда-Киари или тромбоз левой почечной вены
3. Внешнее сдавление из-за опухоли (включая фибромиому, эндометриоз) или рубцевания [6]

## Диагноз

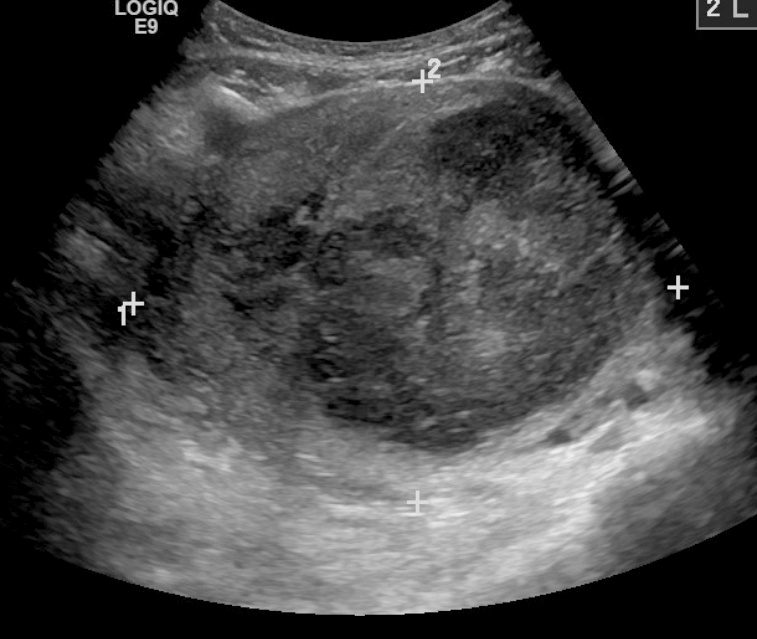
Очень большой (9 см) фибромиома матки, вызывающая синдром тазового венозного полнокровия, видимый на УЗИ

Диагноз можно поставить с помощью ультразвукового исследования или лапароскопии . Заболевание также можно диагностировать с помощью флебограммы, КТ или МРТ . Ультразвук является наиболее часто используемым диагностическим инструментом.  Некоторые исследования показали, что трансвагинальное дуплексное ультразвуковое исследование является лучшим тестом на тазовый венозный рефлюкс . 

## Уход
Ранние варианты лечения включают обезболивание с использованием нестероидных противовоспалительных препаратов  и подавление функции яичников  .
Более продвинутое лечение включает в себя минимально инвазивную процедуру, проводимую интервенционным радиологом. Эта малоинвазивная процедура заключается в остановке крови в варикозно расширенных венах малого таза с помощью малоинвазивной процедуры, называемой катетер-направленной эмболизацией. Процедура редко требует пребывания в больнице в течение ночи и обычно проводится амбулаторно с использованием местной анестезии и умеренной седации .  Пациенты сообщают о 80%-ном показателе успеха, который измеряется степенью уменьшения боли. 